# Philippe de Courcillon
Philippe de Courcillon, Markies van Dangeau (21 september 1638 - 9 september 1720) was een Frans hoveling, officier en memorialist onder Lodewijk XIV. Hij hield een dagboek bij, dat later door Saint-Simon als bron gebruikt werd. Hij was lid van de Académie française (1667-1720).

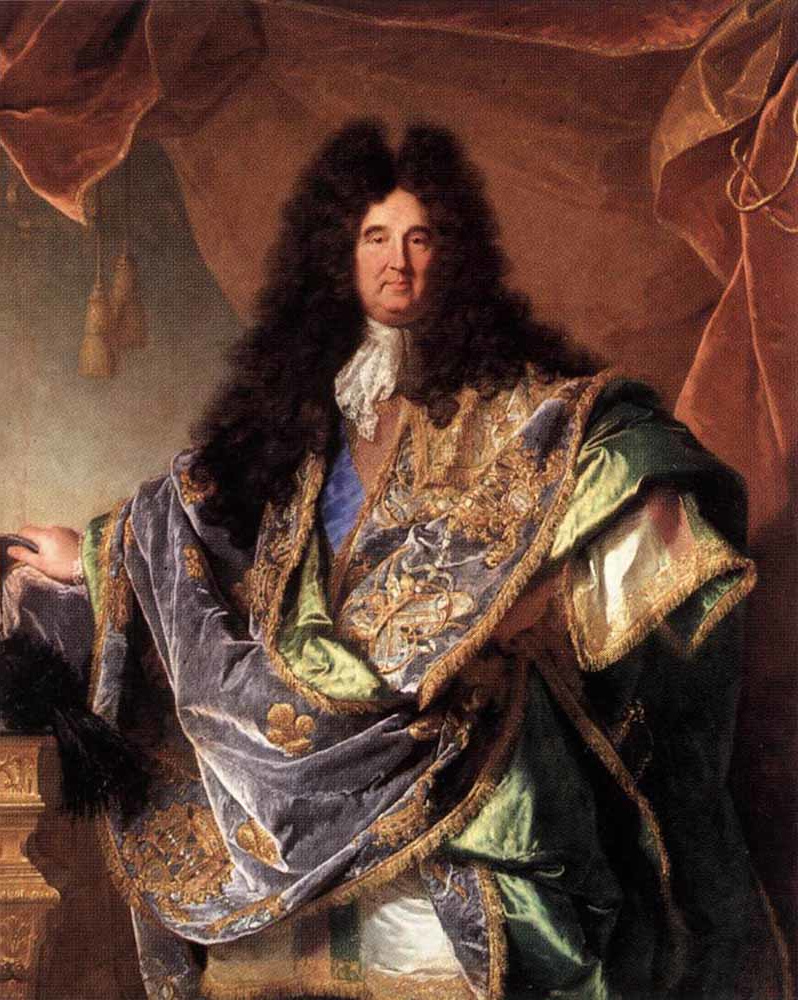

## Hard oordeel van Saint-Simon
Dangeau […] schreef dertig jaar lang, elke avond, alles op tot en met de meest onbetekenende gebeurtenissen van de dag. Die dicteerde hij, nog droger dan alsof ze voor de Gazette de France waren geschreven. Hij hield [zijn schrijfsels] niet voor zich, en vaak moest de koning er om lachen. Hij was een echte edelman, en ook een goed mens, maar hij kende alleen maar de koning en Madame de Maintenon, die zijn afgoden waren, en hij doordrenkte zich van hun denken en hun smaak, welke die ook waren. Zijn Mémoires zijn zó flauw en zó vol van verering, en dat is nog walgelijker dan hun droogheid, maar niettemin wenste ik dat er voor elke regering ooit zulke precieze geschreven waren. Ik zal er later op terugkomen. Ik zal hier nog vermelden dat Dangeau meelijwekkend ijdel en verwaand was, en tegelijkertijd onderdanig, zoals die twee eigenschappen vaak samen te vinden zijn, hoezeer ze ook tegengesteld lijken. Zijn Mémoires staan bol van die lage ijdelheid, zijn dan ook partijdig, en daarom soms ook nog verkeerd. Hij is een politicus, in zoverre zijn partijdigheid hem dat toelaat, nog steeds een vereerder van de koning - ook na diens dood - van diens bastaarden, van Madame de Maintenon, en hij is erg gekant tegen M. de hertog van Orléans, de nieuwe regering, en bijzonder tegen de hertogen, vooral uit onwetendheid, die op duizend plaatsen uit zijn Mémoires druipt.

## Anekdote
De koning beschouwde Dangeau als een uitstekend schrijver. Abbé de Choisy schrijft dat, toen de koning het te druk had om zijn verliefdheid op Louise de La Vallière in liefdesbrieven om te zetten, hij beroep deed op Dangeau. De koning had het voortdurend erg druk, en liet het schrijven uiteindelijk aan Dangeau over. De kwaliteit van de brieven bracht La Vallière in verlegenheid: hoe kon zij gepast antwoorden? Gelukkig kende zij Dangeau, die heel goed brieven kon schrijven, en haar zeker een plezier zou doen. Zo schreef Dangeau een jaar lang liefdesbrieven, waarop hijzelf dan moest antwoorden, totdat la Vallière toegaf aan de koning dat zij geholpen was door Dangeau. De koning moest hetzelfde toegeven, en samen prezen zij de discretie van Dangeau.
- Bibsys: 11030393
- Bibliothèque nationale de France: cb12738882k (data)
- Catàleg d'autoritats de noms i títols de Catalunya: 981058616167606706
- Gemeinsame Normdatei: 120165600
- International Standard Name Identifier: 0000 0001 0867 2774
- Library of Congress Control Number: nr93017122
- Nederlandse Thesaurus van Auteursnamen: 071067205
- Réseau des bibliothèques de Suisse occidentale: 02-A003153566
- Système universitaire de documentation: 029852021
- Union List of Artist Names: 500353665
- Virtual International Authority File: 7513421
- WorldCat: E39PBJqfJRMhq4KmQyMTfxHBfq